# Kevin Fischnaller
Kevin Fischnaller (* 2. Dezember 1993 in Brixen) ist ein italienischer Rennrodler.

## Biografie
Fischnaller debütierte in der Saison 2010/11 im Weltcup. Seinen ersten Podiumsplatz erreichte er in der Saison 2014/15 beim Sprint in Igls mit dem 3. Platz. In der Saison 2016/17 konnte er den Nationencup gewinnen. Seinen ersten Weltcupsieg feierte Fischnaller in der Saison 2017/18 am 25. November 2017 in Winterberg. Bei den Olympischen Winterspielen 2018 in Pyeongchang startete Fischnaller im Einsitzer und wurde Siebter.
In der Saison 2020/21 gewann er zusammen mit Felix Loch die Sprintwertung des Weltcups. Im Gesamtweltcup wurde er Siebter, was sein bisher bestes Ergebnis darstellt.

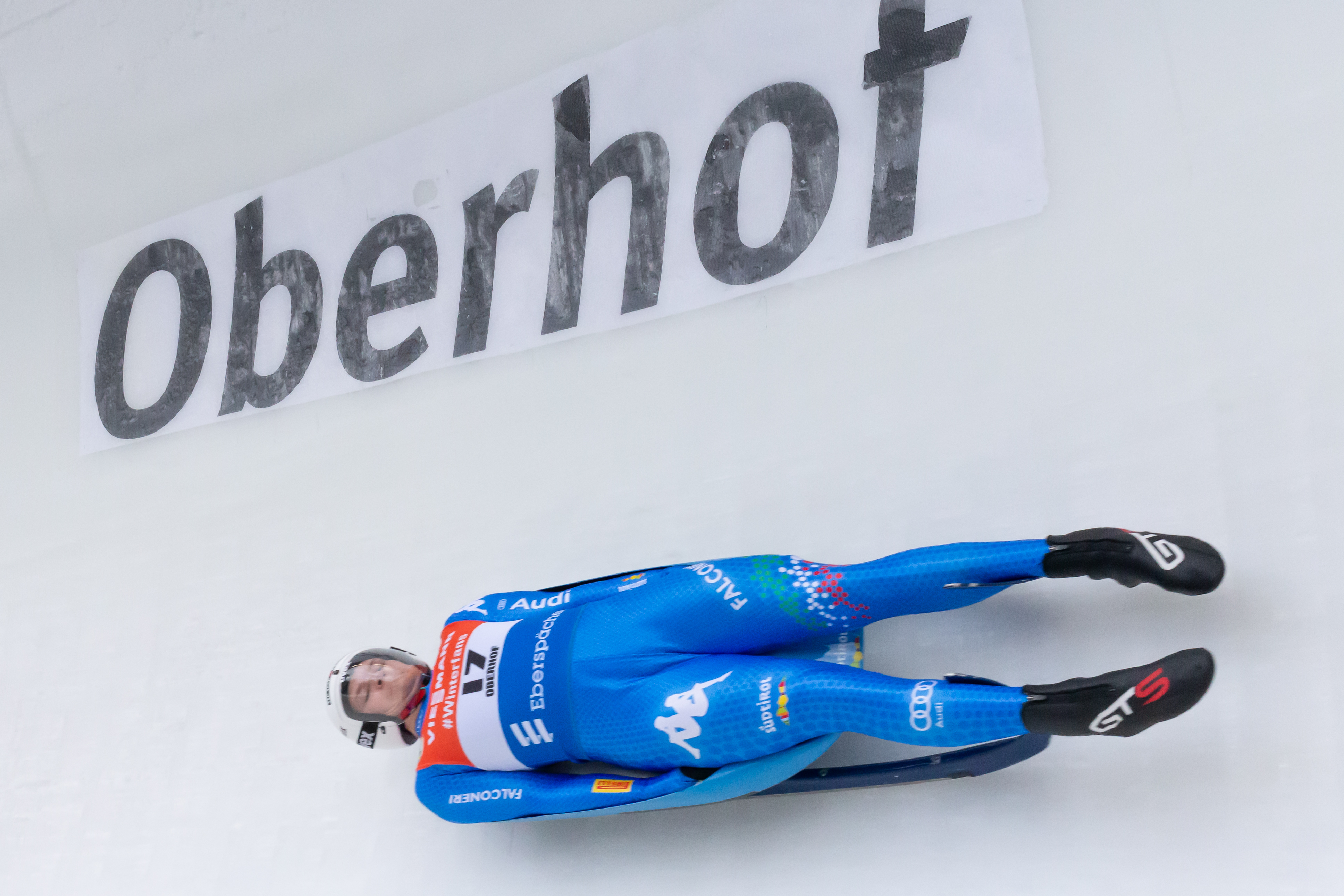
Kevin Fischnaller in Oberhof (2019)

## Persönliches
Fischnaller ist der Cousin der Rodler Hans Peter Fischnaller und Dominik Fischnaller.

## Erfolge

### Weltcupsiege
| Nr. | Datum         | Ort        | Bahn               |
| --- | ------------- | ---------- | ------------------ |
| 1.  | 25. Nov. 2017 | Winterberg | Bobbahn Winterberg |

| Nr. | Datum        | Ort       | Bahn                                 |
| --- | ------------ | --------- | ------------------------------------ |
| 1.  | 6. Dez. 2020 | Altenberg | Rennschlitten- und Bobbahn Altenberg |